# Henrik Fuglefænger
Henrik 1. , kaldet Henrik Fuglefænger (tysk: Heinrich der Vogler), (876 – 2. juli 936) var østfrankisk konge 919—936 og stifter af Det saksiske Hus. Han var hertug af Sachsen fra 912 og konge af Det Østfrankiske Rige, en forløber for nutidens Tyskland, fra 919 til sin død i 936. Først i løbet af det 11. århundrede blev De tyskes rige omtalt.
Henrik tilhørte det liudolfingske dynasti og var søn af hertug Otto 1. af Sachsen. I 912 blev han efter sin fader Ottos død hertug i Sachsen. I 919 blev han valgt til konge af det østfrankiske rige af frankerne og sachserne, og senere sluttede svaberne og bayrerne sig til valget, og det lykkedes ham at få Rhinområdet under sin krone.
Henrik blev fulgt af sin søn Otto den Store.

## Biografi

### Familie og baggrund
Henrik nedstammede fra det liudolfingske dynasti, som var en sachsisk adelsslægt, der førte sine aner tilbage til den hertug Widukind, som var Karl den Stores modspiller. Henriks far var hertug Otto 1. af Sachsen, som grundlagde det ottonske dynasti.

### Valg til konge
Henrik blev i 912 efter sin fader Ottos død hertug i Sachsen. Kejser Konrad 1. forsøgte uden held at fratage ham hans land, men valgte ikke desto mindre Henrik til sin efterfølger på sit dødsleje. Den 24. maj 919 valgte de to vigtigste stammer, frankerne og sakserne, Hertug Henrik af Sachsen, som også havde Thüringen under sig, til tysk konge (konge af det østfrankiske rige); i 920 og 921 anerkendtes han også af schwaberne og bayerne.

### Regeringstid
Konrad havde været ganske afhængig af kirken, og hele hans regering var optaget af kampe med stammehertugerne. Henrik derimod afslog endog at lade sig krone og godkendte fuldstændig hertugernes magtstilling. Han stod mellem dem som en "første mellem ligemænd", og hans magt nåede i grunden ikke langt ud over hans hertugdømme. Det styrede han imidlertid med stor dygtighed. Ved at betale en årlig tribut til magyarerne, der idelig hærgede landet, opnåede han en niårig stilstand, som han brugte til at uddanne et rytteri, hvad sakserne havde manglet, og til efter engelsk mønster at anlægge en række faste borge, i hvilke befolkningen kunne søge tilflugt. Sine mænd øvede han i mellemtiden ved kampe mod slaverne. Han erobrede således 927—928 Brennabor (Brandenburg), hovedstaden i hevellernes land, og gjorde Böhmens hertug skatskyldig til riget. Da han derpå nægtede at betale skatten, faldt magyarerne atter ind i Sachsen, men led et stort nederlag ved Riade (933). Året efter kæmpede han med den danske kong Gnupa i Slesvig og tvang ham til at lade sig døbe.
Ved sine sejre var hans magt steget betydelig, og han tænkte på at drage til Rom og at genoptage de ældre kejseres politik, da han døde af et slagtilfælde. Sønnen Otto af hans andet ægteskab med den westfalske grevedatter Mathilde fulgte ham på tronen.

## Eksterne links
- Wikimedia Commons har flere filer relateret til Henrik Fuglefænger

| Henrik FuglefængerLiudolfingerneFødt: 876 Død: 2. juli 936 |                            |                               |
| Titler som regent                                          |                            |                               |
| Foregående: Konrad 1. af Franken                           | Konge i Østfranken 919–936 | Efterfølgende: Otto den Store |
| Foregående: Otto 1.                                        | Hertug af Sachsen 912–936  | Efterfølgende: Otto den Store |